# Trígrafo

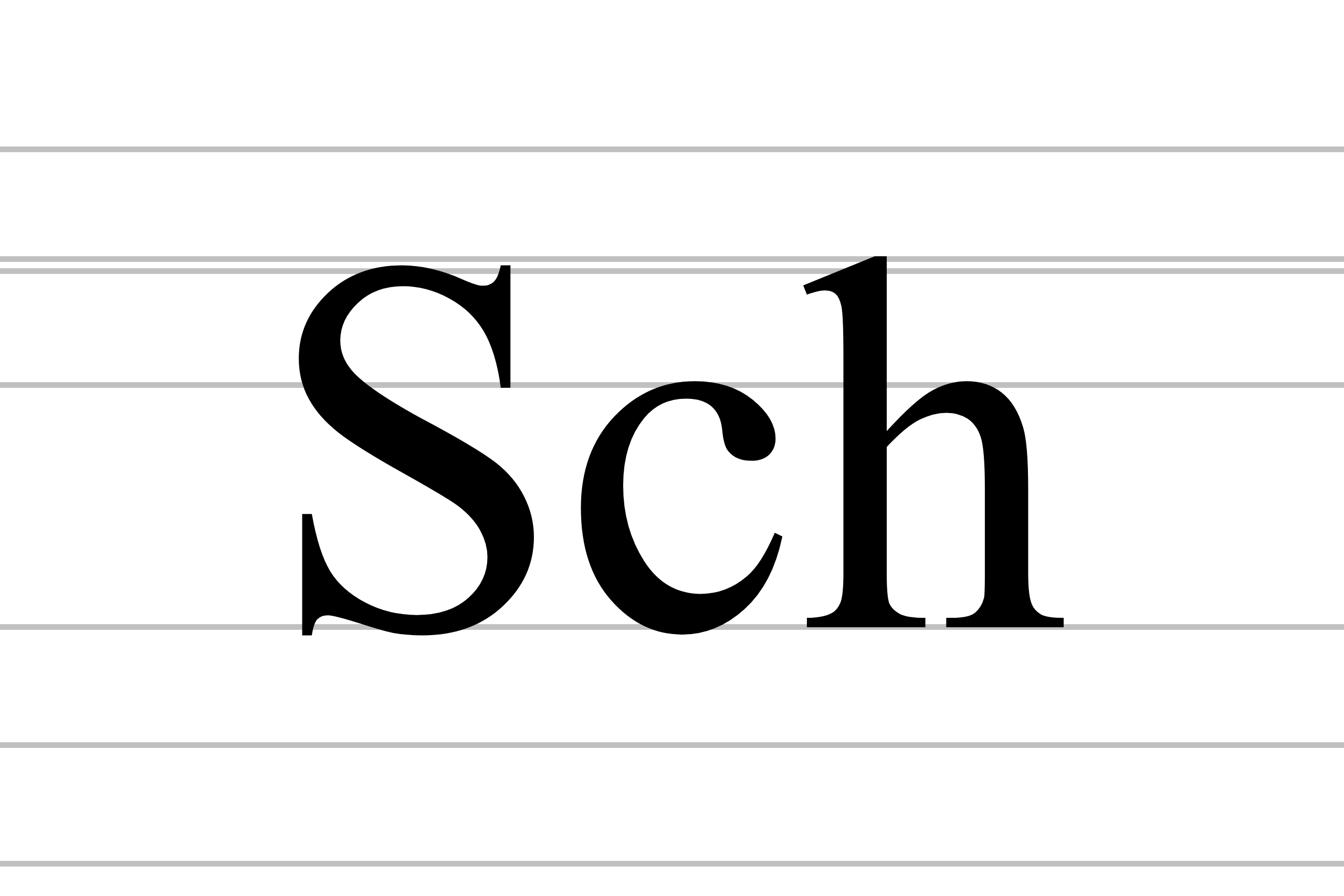
Trígrafo latino SCH (Sch)

Un trígrafo es un grupo de tres (tri-) letras (-grafo) que representan un solo sonido. La palabra trígrafo deriva del griego τρεῖς (transliterado como treîs), "tres" y γράφω (gráfō, gráphō), "escribir".
En español no existe ningún trígrafo.
Un ejemplo de trígrafo es el francés eau, que se pronuncia [o].
En alemán se usan las letras sch para representar /ʃ/ (que en inglés es representado con sh y en francés con ch), como por ejemplo en el caso del apellido Schumann, mientras que en alemán estándar el dígrafo ch (IPA: x) tiene un sonido similar al de j española.
Asimismo, en el caso del francés, así como en el portugués, se utiliza el trígrafo tch para representar el sonido africado IPA: tʃ (la ch española o en la palabra inglesa church), como se puede observar en el caso de las trascripciones de algunos términos geográficos, por ejemplo Tchad (en referencia a la nación africana de Chad), o Tchécoslovaquie/Tchecoslováquia (por el ya desaparecido Estado centroeuropeo de Checoslovaquia). Ese mismo fenómeno se da en la transliteración del apellido ruso Tchaikovsky (nótese que este, en español, simplemente debe transcribirse como Chaikovski o Chaikovsky).